# Theresa Schwierske
Theresa Schwierske (* 1990) ist eine deutsche Schauspielerin.

## Karriere
Theresa Schwierske debütierte 2004 als Kinderdarstellerin in dem Fantasyfilm Bibi Blocksberg und das Geheimnis der blauen Eulen in der Nebenrolle der Sarah. Bis 2010 folgten Film- und Fernsehrollen, unter anderem 2005 in dem Special Neue Zeiten der einstigen Erfolgsserie Die Schwarzwaldklinik. 2010 hatte Schwierske eine Nebenrolle in der Bushido-Biografie Zeiten ändern Dich, danach war sie nur noch selten als Darstellerin aktiv.

## Filmografie
- 2004: Bibi Blocksberg und das Geheimnis der blauen Eulen
- 2004–2005: Mein Chef und ich (Fernsehserie)
- 2005: Die Schwarzwaldklinik – Neue Zeiten (Fernsehfilm)
- 2006: Mein süßes Geheimnis (Fernsehfilm)
- 2006: Familie Dr. Kleist (Fernsehserie, Episodenrolle)
- 2006: Der Junge in der Waschmaschine (Kurzfilm)
- 2008: SOKO Leipzig (Fernsehserie, Episodenrolle)
- 2008: Doctor’s Diary (Fernsehserie, Episodenrolle)
- 2009: Die Gräfin
- 2010: Zeiten ändern Dich
- 2015: Leon lügt (Kurzfilm)